# Michel Van Laer
Michel Van Laer (Etterbeek, 11 oktober 1942) is een Belgisch director of photography. Hij werkte vooral in Vlaanderen. Hij werkte aan speelfilms, kortfilms, documentaires en televisieseries.

## Filmografie en televisiewerk
- 1978: Dirk van Haveskerke (televisieserie)
- 1985: Wildschut (Tweede unit)[2]
- 1986: Springen
- 1987: Het gezin van Paemel
- 1988: Gaston en Leo in Hong Kong
- 1988: De kollega's maken de brug
- 1989: Boerenpsalm
- 1990: Commissaris Roos (televisieserie)
- 1993: Bex & Blanche (televisieserie)
- 1994: Niet voor publikatie (televisieserie)
- 1994: Max
- 1995: Ons geluk (televisieserie)
- 1997: Diamant (televisieserie)
- 1997: Gaston's War
- 1997: Oesje!
- 1998: Blazen tot honderd
- 2001: Pauline & Paulette
- 2002: Dennis (televisieserie)
- 2003: Team Spirit (televisieserie)
- 2004: De Wet volgens Milo (televisieserie)
- 2005 - 2006: Booh! (televisieserie)
- 2006: Vleugels
- 2007 - 2008: Sara (televisieserie)
- 2008: Matroesjka's 2 (televisieserie)
- 2009: De Storm (co-cinematographer - tweede unit)
- 2009 - 2014: Aspe (televisieserie)
- 2012: Frits en Franky (Tweede unit)
- 2014: Connie & Clyde (televisieserie)